# گشنزجان
گشنیزجان، روستایی از توابع شهرستان کیار در استان چهارمحال و بختیاری است.

## جمعیت
این روستا در دهستان کیار شرقی قرار دارد و براساس سرشماری مرکز آمار ایران در سال ۱۳۸۵، جمعیت آن ۱٬۴۰۲ نفر (۳۷۶خانوار) بوده‌است.